# Sande (Møre og Romsdal)
Sande is een gemeente in de Noorse provincie Møre og Romsdal. De gemeente, met 2540 inwoners (januari 2017), ligt in de streek Sunnmøre in het uiterste westen van de fylke. Het bestuur is gevestigd in Larsnes.